# Wallstein (Geschiebe)

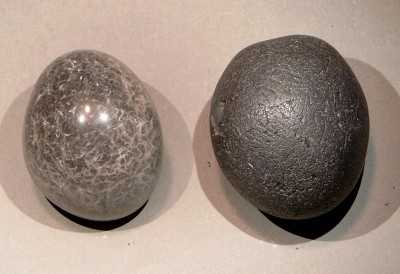
Typische Wallsteine von der Ostseeküste, links poliert und rechts im Fundzustand mit gut sichtbaren Schlagmarken

Als Wallsteine werden ellipsoidisch gerundete Feuersteingerölle bezeichnet, die nicht selten in quartären Geschiebeablagerungen an der Nord- und Ostsee aber auch im Binnenland zu finden sind. Andere, volkstümliche Bezeichnungen für dieses Gestein lauten „Krähensteine“ oder „Schustersteine“. Bei Wallsteinen handelt es sich stets um einzelne, abgerollte Flintgerölle. Hierin unterscheiden sie sich von den etwa gleichaltrigen, ebenfalls abgerollten, aber konglomeratisch auftretenden Puddingsteinen.
Die glatte, glänzende Oberfläche dieser in der Hauptachse meist etwa drei bis sechs Zentimeter messenden kreidezeitlichen Feuersteine ist von zahlreichen kleinen Einkerbungen übersät. Die Entstehung dieser Steine ist umstritten. Es wird vermutet, dass diese aus der Oberkreide (Schreibkreide) oder der untersten Stufe des Tertiärs, dem Danium, kommenden Feuersteine an verschiedenen Küsten eines wahrscheinlich alttertiären Meeres (Paläozän oder Eozän) über einen langen Zeitraum durch die Brandung abgerollt wurden. Die auffallend glänzende Oberfläche der Wallsteine wird von einigen Geologen darauf zurückgeführt, dass die Feuersteinrohlinge direkt aus der Schreibkreide ausgespült wurden und die vermutlich erhebliche Menge Kreide, von der sie umgeben waren, über lange Zeit dabei als Poliermittel fungierte. Die Narben auf der Oberfläche der Steine werden als Schlagmarken gedeutet, die der Wirkung der Brandung geschuldet sind. Später wurden dann die ellipsoidisch geformten Steine zu Strandwällen zusammengespült. Vermutlich geht die Bezeichnung „Wallsteine“ hierauf zurück. Fest steht jedenfalls, dass der Geologe Ludwig Meyn erstmals diese Bezeichnung verwendet hat. Einer anderen Version zufolge fand Meyn solche Steine, die als Schiffsballast gedient hatten, am Kieler Wall und hat ihnen deshalb später diesen Namen gegeben.
Durch die quartären Eisvorstöße, die von Norden kommend bis nach Mitteleuropa vordrangen, wurden die Wallsteine von ihrem Entstehungsort verfrachtet und sind heute an den Küsten der Nord- und Ostsee sowie in Aufschlüssen, z. B. Kiesgruben, mitteleuropäischer Anrainerstaaten zu finden. Strandfunde eiförmiger, glatter Feuersteine müssen allerdings nicht zwangsläufig Wallsteine mit der hier geschilderten Entstehungsgeschichte aus dem Alttertiär sein, da auch in späteren Perioden bis in die Gegenwart Steine von der Meeresbrandung geformt wurden.

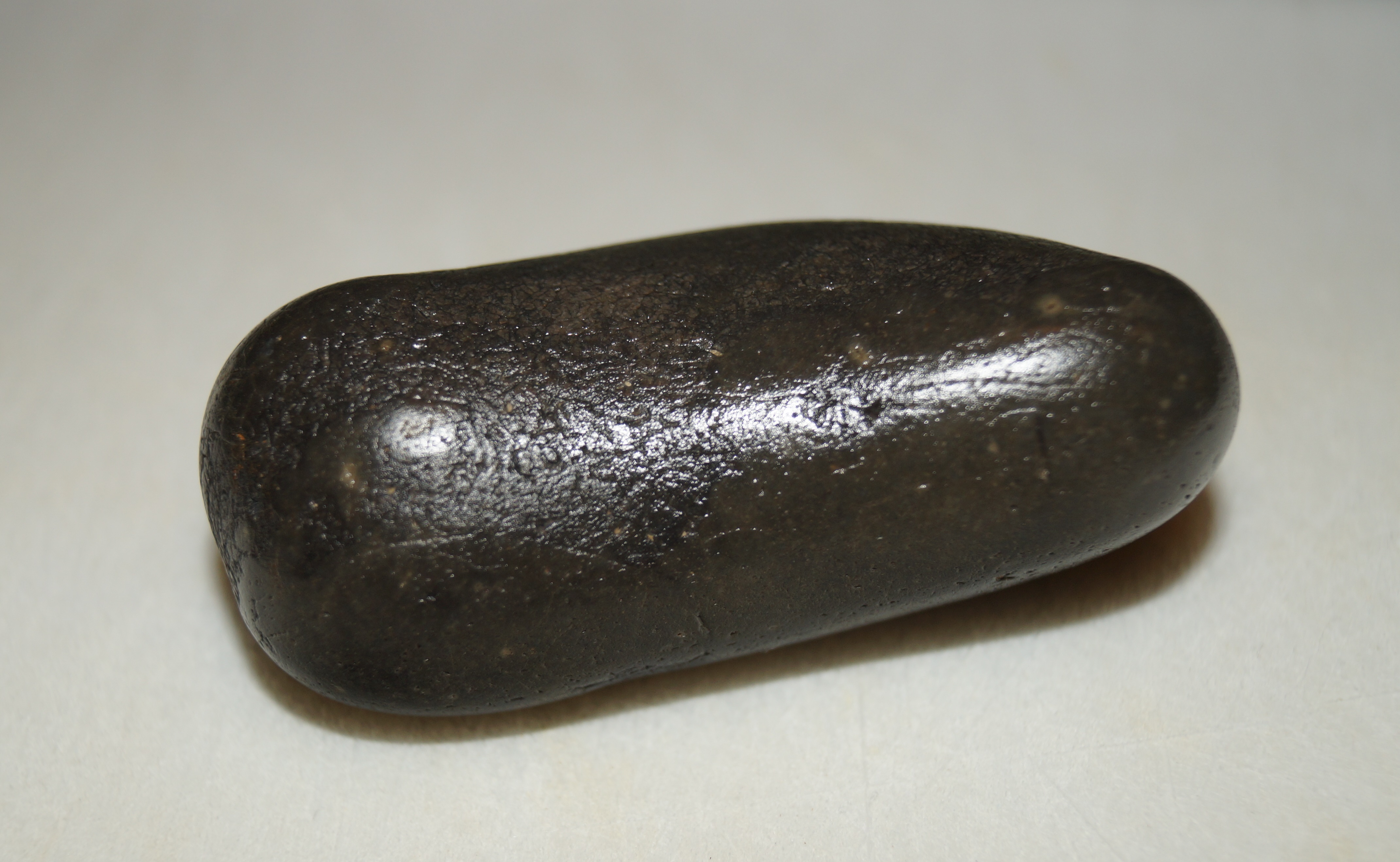
Maas-Ei vom Liedberg in der Niederrheinischen Bucht

Aus dem Tagebau Garzweiler (Niederrhein) sind Feuersteinlagen beschrieben, bei denen es sich um Geröllstreifen handelt, die zumeist aus eiförmigen, grau-weißen bis bläulich schimmernden Feuersteinen bestehen. Der Horizont mit diesen Feuersteinbändern lässt sich in die niederländische Provinz Limburg verfolgen. Hierbei handelt es sich ebenfalls um Wallsteine (regional auch „Maas-Eier“ genannt), die aber nicht im Zusammenhang mit quartären Eisvorstößen, sondern im Zuge einer marinen Transgression in die Niederrheinische Bucht gelangt sind. Die Feuersteine stammen ursprünglich aus heute zum großen Teil erodierten Kreidevorkommen der näheren Umgebung (Gebiet von Aachen, Hohes Venn, Ardennen).